# Lauttajärvi (sjö, lat 62,23, long 24,23)
Lauttajärvi är en sjö i Finland. Den ligger i kommunen Mänttä-Filpula i landskapet Birkaland, i den södra delen av landet, 230 km norr om huvudstaden Helsingfors. Lauttajärvi ligger 141,7 meter över havet. I omgivningarna runt Lauttajärvi växer i huvudsak blandskog. Arean är 96 hektar och strandlinjen är 12,77 kilometer lång. Sjön  ingår i Kumo älvs huvudavrinningsområde. 